# Juan José de la Iglesia Meijide
Juan José de la Iglesia Meijide (Madrid, 10 de maig de 1959) és un periodista i presentador de televisió espanyol.

## Biografia
Ha desenvolupat la seva carrera fonamentalment en ràdio i televisió; va debutar a Radio Juventud de Madrid i entre 1987 i 1992 va ser redactor i guionista a Radiocadena Española i Ràdio Nacional d'Espanya. El 1992 passa a la pantalla petita presentant el programa de Telemadrid A saber, i també com a guionista d'Eso hay que verlo, a la mateixa cadena, Dobles parejas (Antena 3) i Sin ir más lejos (Telecinco).
La seva major popularitat, no obstant això, li va arribar a través de la pantalla petita, quan entre 1996 i 2002 va acompanyar el Gran Wyoming i Javier Martín en la presentació del popular programa de Telecinco, Caiga quien caiga. La seva secció era el Curs d'ètica periodística, en la qual revisava titulars polèmics de la premsa i els substituïa pels que considerava correctes.
Durant aquesta època va compaginar la seva tasca televisiva amb treballs en ràdio: a RNE va dirigir i va presentar el programa Esta noche tampoco (1997-1998) i va col·laborar en La radio de Julia (1999), al costat de Julia Otero en la seva etapa d'Onda Cero.
Després de la cancel·lació de la primera etapa de l'espai, va seguir col·laborant amb Tonino, un altre dels reporters del programa, amb el qual el 2003 va posar en escena el muntatge teatral Adictos al régimen en la companyia teatral Alarma social.
Posteriorment, tots dos es van posar al capdavant del programa Hoy no hay siesta a Localia. El 2005 va reaparèixer al costat de José Miguel Montsó a La azotea de Wyoming de TVE; va col·laborar durant uns mesos a l'espai informatiu d'Antena 3 Ruedo ibérico, presentant la secció L'observatori (2006) i va presentar a Telemadrid el concurs El tramposo (2006).
Des de setembre de 2008 i fins a 2010 va col·laborar com a guionista al programa Queremos hablar de Punto Radio que dirigia i presentava Ana García Lozano. Des de setembre de 2010 va tenir la seva pròpia secció (Noticias de alcance medio) al programa que dirigia Jaume Segalés, A dia de hoy, de 4 a 6 del matí en l'emissora del Grup Vocento.
Actualment, també presenta l'app de trivia en directe Q12.